# Black M
Black M eller Black Mesrimes, vars riktiga namn är Alpha Diallo, född 27 december 1984 i Paris, är en fransk rappare med guineanskt ursprung.
Han var tidigare en del av gruppen Sexion D'Assaut.